# Labeo fimbriatus
Labeo fimbriatus ist eine mittelgroße Karpfenart aus dem südostasiatischen Raum. Er wurde synonym auch als Cyprinus fimbriatus, Cirrhinus fimbriatus oder Rohita fimbriata beschrieben. Auf Englisch wird als Fringed-Lipped Peninsula Carp, in Indien als Tambir, வெண் கென்டை, Chenchundan oder  Gondumano  bezeichnet.

## Verbreitung und Lebensraum
Labeo fimbriatus stammt originär aus Pakistan, Indien, Nepal, Myanmar und Bangladesch. In Indien ist er im Cauvery, Godavari und Krishna Fluss heimisch. Häufig ist er auch im Grenzgebiet zu Nepal, in Sindh, Punjab, Orissa, Südindien mit Ausnahme der Regionen Malabar und Kanara. Außerdem trifft man ihn im Brackwasser der Küstenregion von Kerala, Tamil Nadu und Andhra Pradesh an.
Er bewohnt Flüsse und Hochwasser-Staubecken, kann aber auch in künstlich angelegten Teichen gehalten werden. Bei starker Verkrautung des Gewässers und starkem Bewuchs durch Wasserpflanzen findet er ideale Lebensbedingungen.

## Beschreibung
Labeo fimbriatus ähnelt vom Habitus her einem europäischen Weißfisch. Er besitzt zwei kurze Bartelpaare. Seine Flossenformel lautet: Dorsale 15–18, Anale 5. Die Fische wachsen sehr schnell, oft erreichen sie schon im ersten Jahr eine Länge von 20 Zentimetern und im zweiten 30 Zentimeter.
Die Tiere können eine maximale Länge bis zu 90 Zentimetern erreichen. Der größte gefangene Fisch wog 25 Kilogramm.

## Lebensweise
Labeo fimbriatus ist überwiegend herbivor, ernährt sich von Diatomeen, Blau- und Grünalgen, höheren aquatischen Pflanzen aber auch von Insekten und Detritus im Wasser. Im Gebirge der Westghats fällt die Laichzeit dieser Fischart mit dem Beginn des Südwest-Monsuns zusammen.

## Nutzung
In Indien dient Labeo fimbriatus als Speisefisch. Labeo fimbriatus wird in extensiven Teichwirtschaften zusammen mit anderen Karpfenarten gehalten, wo die Fische sich meist auf natürliche Weise fortpflanzen können. Es wurde herausgefunden, dass sich die Produktivität bei der Erzeugung von Labeo fimbriatus in der Aquakultur durch die Zugabe von organischen Substanzen, wie zum Beispiel Zuckerrohrbagasse deutlich steigern ließ.